# Michael Sika
Michael Sika (* 2. Juni 1933 in Wien) ist ein ehemaliger Generaldirektor für die öffentliche Sicherheit im Bundesministerium für Inneres und war damit von 1991 bis 1999 ranghöchster Beamter der österreichischen Sicherheitsverwaltung.

## Werdegang
Sika absolvierte nach der Matura ein Studium der Rechtswissenschaften an der Rechtswissenschaftlichen Fakultät der Universität Wien und war im Anschluss daran eineinhalb Jahre Rechtspraktikant. Sein ursprüngliches Vorhaben, Richter zu werden, wurde von ihm nicht weiter verfolgt. Stattdessen trat er 1959 als Konzeptsbeamter in den Dienst der Bundespolizeidirektion Wien, wo er von 1960 bis 1979 im Bezirkspolizeikommissariat Mariahilf seinen Dienst versah. Mit 1. Februar 1979 wurde er der bis dahin jüngste Stadthauptmann im Bereich des Bezirkspolizeikommissariats Margareten, ab 1. Jänner 1987 bekleidete er das Amt des Stadthauptmanns im Bezirk Leopoldstadt.
Nach dem überraschenden Tod des Generaldirektors für die öffentliche Sicherheit Robert Danzinger wurde Sika von Innenminister Franz Löschnak zu dessen Nachfolger bestellt und wurde damit oberster behördlicher Vorgesetzter von 32.000 Polizei- und Gendarmeriebeamten. In seine Amtszeit fielen spektakuläre Kriminalfälle wie die Serienmorde des Jack Unterweger und die Briefbombenanschläge des Franz Fuchs sowie die Einführung der DNA-Datenbank zur Verbrechensaufklärung. Am 1. Jänner 2000 übergab er seine Funktion an Erik Buxbaum.
Von 2000 bis 2010 war Sika Präsident des Kuratoriums Sicheres Österreich (KSÖ).

## Auszeichnungen
- 1999: Großes Silbernes Ehrenzeichen mit dem Stern für Verdienste um die Republik Österreich[2]

## Schriften
- Mein Protokoll – Innenansichten einer Republik. St. Pölten, 2000, ISBN 3-85326-152-3.
- Aus erster Hand – Heiter-skurrile Protokolle eines Polizisten. 2003, ISBN 3-85052-172-9.